# فريدي وليامز (منافس ألعاب قوى)
فريدي وليامز هو منافس ألعاب قوى كندي، ولد في 24 فبراير 1962 في كيب تاون في جنوب أفريقيا.

## وصلات خارجية
- فريدي وليامز على موقع الاتحاد الدولي لألعاب القوى (الإنجليزية)
- فريدي وليامز على موقع أوليمبيديا (الإنجليزية)